# Guillaume Tell (film 1903)
Guillaume Tell è un cortometraggio del 1903 diretto da Lucien Nonguet.

## Trama
Avventure dell'eroe svizzero del XIV secolo Guglielmo Tell. Si svolge nella vita di campagna delle popolazioni montane. Film composto da cinque scene. 1. L'eroismo di Guglielmo Tell. 2. La trama. 3. La mela. 4. La morte di Gessler. 5. Gli svizzeri incoraggiano il loro liberatore.

## Produzione
- colorato da Segundo de Chomón a Barcellona[1]